# Ференц Месарош
Ференц Месарош (угор. Ferenc Mészáros, нар. 11 квітня 1950, Будапешт — 9 січня 2023) — угорський футболіст, що грав на позиції воротаря. По завершенні ігрової кар'єри — тренер.
Виступав, зокрема, за клуб «Вашаш», а також національну збірну Угорщини.

## Клубна кар'єра
У дорослому футболі дебютував 1970 року виступами за команду «Вашаш», в якій провів десять сезонів, взявши участь у 252 матчах чемпіонату. Більшість часу, проведеного у складі «Вашаша», був основним гравцем команди. За цей час один раз виборов титул чемпіона Угорщини та двічі Кубок країни.
1981 року Ференц переїхав до Португалії, ставши гравцем столичного «Спортінга». Там угорець швидко став основним гравцем і у першому ж сезоні виграв «золотий дубль» — чемпіонат Португалії та Кубок Португалії.
У сезоні 1983/84 виступав за інший португальський клуб «Фаренсе», після чого повернувся на батьківщину і два сезони захищав ворота клубу «Дьйор»
Завершив ігрову кар'єру все в тій же Португалії у команді «Віторія» (Сетубал), за яку виступав протягом 1987—1989 років. В подальшому працював тренером воротарів і недовго головним тренером «Вашаша».

## Виступи за збірну
26 вересня 1973 року дебютував в офіційних іграх у складі національної збірної Угорщини в товариському матчі з Югославією (1:1).
У складі збірної був учасником чемпіонату світу 1978 року в Аргентині та чемпіонату світу 1982 року в Іспанії. На першому з них Месарош зіграв лише одну гру проти збірної Італії (1:3), а на другому вже був основним воротарем і зіграв всі три матчі на груповому етапі, втім в обох випадках його команда не зуміла подолати груповий бар'єр.
Загалом протягом кар'єри у національній команді, яка тривала 16 років, провів у її формі 29 матчів.

## Політична діяльність
У 1998 році в складі Партії справедливості і життя брав участь в парламентських виборах. За партійним списком він боровся за мандат в парламенті, але партія програла вибори. У тому ж році на муніципальних виборах у Шорокшарі він набрав 4,52 % голосів, посівши в підсумку третє місце.

## Титули і досягнення
- Чемпіон Угорщини (1):

«Вашаш»: 1976/77
- Володар Кубка Угорщини (1):

«Вашаш»: 1972/73
- Чемпіон Португалії (1):

«Спортінг»: 1981/82
- Володар Кубка Португалії (1):

«Спортінг»: 1981/82
- Володар Суперкубка Португалії (1):

«Спортінг»: 1982
- Чемпіон Європи (U-23): 1974